# الكاذبون وشموعهم (مسلسل)
الكاذبون وشموعهم (بالتركية: Yalancı ve Mumları)‏ مسلسل تركي من إخراج كوراي كريم أوغلو وكتابة نرمين يلدرم، عرض لأول مرة في 30 سبتمبر 2021 على قناة فوكس التركية.

## القصة
يبدأ المسلسل بمشهد قتل ارتكبته البطلات الأربع” إليف، مليحة، شبنام وجيداء، ثم تعود الاحداث إلى قبل ثلاثة أشهر حيث تبدأ أحد الصديقات ( مليحة ) بالتحدث عن نفسها وعن صديقاتها . تبدأ يإليف التي تنهار حياتها بعد إختفاء زوجها “إنجين” تكافح من أجل الوقوف على قدميها ورعاية ابنتها وإدارة مقهى وثم جيداء منظمة حفلات تحب الزهو والضحك ولا يحزنها رجل في العالم الا والدها المريض، وبعدها شيبنام وهي من النوع الطيب الذي يحب سعادة الناس والتي تبذل قصار جهدها من اجل ان يكون لديها طفل، واخيرا تتحدث عن نفسها وهي مليحة الطبيبة النفسية التي لا تهتم بما تريد بل تهتم بالقوانين والمبادئ وقد فعلت لمرة واحدة ما كانت تريده ولكن الأمر انتهى بكارثة.وصفت هذه الفتيات الأربع (إيليف، جيداف، جيبنام، مليحة)ب ورقات البرسيم الاربعة وهذا منذ الثانوية لأنهن لا يفترقن ابدا.